# Sengebergtunnel
Der Sengebergtunnel ist ein 2.807 m langer Eisenbahntunnel der Schnellfahrstrecke Hannover–Würzburg.
Er ist, neben dem Mühlberg- und dem Einmalbergtunnel einer von drei Tunneln der Strecke, der eine Feste Fahrbahn (hier: Bauart Rheda-Sengeberg) erhielt.

## Verlauf
Das Bauwerk liegt zwischen den Streckenkilometern 175,348 und 178,175. Die Gradiente steigt dabei durchgehend nach Süden an.
Die laut Verzeichnis der örtlich zulässigen Geschwindigkeiten (VzG) zulässige Geschwindigkeit im Bereich des Bauwerks liegt bei 280 km/h. Aufgrund von Restriktionen durch das Tunnelbegegnungsverbot sind tatsächlich nur 250 km/h zugelassen.
Nördlich schließt sich die Fuldatalbrücke Morschen an den Tunnel an, südlich die Heidelbachtalbrücke.

## Geschichte

### Planung
In der Planungs- und Bauphase lag der Tunnel im Planungsabschnitt 14 im Mittelabschnitt der Strecke.
1984 war das Bauwerk mit einer Länge von 2840 m geplant und wurde mit 63,1 Millionen DM kalkuliert.

### Bau
Mit dem Bau wurde die Arbeitsgemeinschaft Sengebergtunnel beauftragt, bestehend aus den Unternehmen Thyssen Schachtbau, Ostu und Stenin Bauunternehmung.
Die Bauarbeiten begannen im Dezember 1983. Der Tunnel wurde am 9. Mai 1984 angeschlagen. Etwa 100 geladene Gäste wohnten der Anschlagsfeier bei, darunter auch Verkehrsminister Werner Dollinger und Bahnchef Reiner Gohlke. Als Tunnelpatin fungierte Herta Dollinger, die Ehefrau des damaligen Bundesverkehrsministers Dollinger. In der Bauphase trug das Bauwerk daher auch den Namen Herta-Tunnel.
Bei etwa fünf Abschlägen pro Tag wurden täglich vier bis sechs Meter durch den Buntsandstein vorgetrieben.
Der Durchschlag erfolgte am 7. November 1985.